# Server Uraz
Server Uraz, meglio conosciuto come Pit10 (Istanbul, 20 marzo 1988), è un cantante e rapper turco.

## Biografia
Da giovane attira l'attenzione del conservatorio locale, che insiste con la famiglia affinché prosegua gli studi di canto. Tra il 2009 e il 2014 è stato corista per artisti quali Sansar Salvo ed Emre Altuğ.

## Discografia

### Album
- Sosyal İtici(2009)
- Hangimiz Tertemiz(duetto con Emre Altuğ)(2014)
- En Sevilen Nefret Edilen Adam(2012)
- Beni Bilmiyorsun(2014)
- Kasımpatı(duetto con Sansar Salvo)(2016)